# Eustachius Kugler

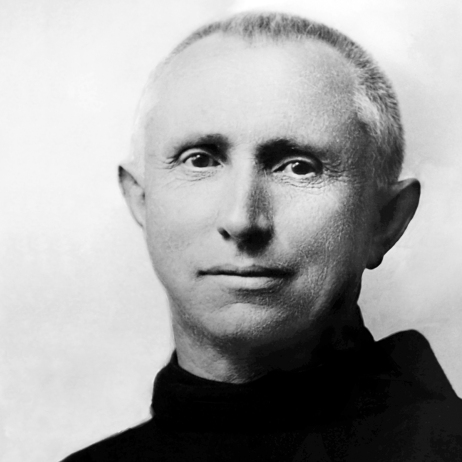
Frater Eustachius Kugler

Frater Eustachius Kugler OH (* 15. Januar 1867 in Neuhaus bei Nittenau als Josef Kugler; † 10. Juni 1946 in Regensburg) war Ordensbruder der Barmherzigen Brüder vom hl. Johannes von Gott und Erbauer des Krankenhauses der Barmherzigen Brüder in Regensburg. Sein Engagement galt in besonderer Weise den Kranken und Behinderten. Am 4. Oktober 2009 wurde Fr. Eustachius von der  katholischen Kirche seliggesprochen.

## Leben
Josef Kugler war das siebte Kind des Kleinbauern und Hufschmieds Michael Kugler und dessen Frau Anna. Während seiner Lehre zum Bauschlosser in München fiel Josef von einem Gerüst und zog sich eine Beinverletzung zu, an deren Folgen er sein ganzes Leben litt. Er legte noch die Gesellenprüfung ab, konnte jedoch nicht mehr auf dem Bau arbeiten.
1884 kam er zurück nach Reichenbach in die Oberpfalz und zog zu seiner Schwester Margarete, die mit Josef Spitzer verheiratet war  und 1886 nach dem Tode seiner Mutter zu seiner Schwester Katharina, die mit dem Schmied Josef Reichenberger verheiratet war. Er arbeitete in der Schmiede seines Schwagers mit. Zu dieser Zeit wurde die Reichenbacher Kirche nur unregelmäßig zum Gottesdienst genutzt, und so bürgerte es sich ein, dass Josef Kugler am Sonntagnachmittag den Rosenkranz vorbetete. Die Leute im Dorf nannten ihn daraufhin den „Klostersepp“.
Nachdem die Barmherzigen Brüder 1890/91 das Kloster Reichenbach am Regen erworben hatten, um es als Pflegeanstalt für Arme, Epileptiker und Geisteskranke zu nutzen, gab es viel Arbeit für den Schmied Reichenberger und seinen Gesellen. Dabei lernte dieser die Brüder und das Ordensleben kennen, was dazu führte, dass er am 11. Januar 1893 in Reichenbach ins Kloster eintrat. Beim Eintritt ins Noviziat erhielt er den Ordensnamen Eustachius. Der Konvent in Wörishofen lehnte die Zulassung von Frater Eustachius zur Profess wegen seiner Fußverletzung ab. Erst als der Provinzial die Abstimmung wiederholen ließ, konnte Fr. Eustachius 1898 in Reichenbach die Profess ablegen. 
Von 1905 bis 1925 wurde ihm die Leitung der Einrichtungen für behinderte Menschen in Straubing und Gremsdorf sowie des Krankenhauses St. Wolfgang in Neuburg an der Donau übertragen. 1925 wurde Fr. Eustachius zum Provinzial der Bayerischen Ordensprovinz gewählt und trug somit die Verantwortung für Krankenhäuser, Pflegeheime, eine Erziehungsanstalt sowie ein Priesterhospiz.
Als seine größte Leistung kann die Durchsetzung des Bauvorhabens Krankenhaus der Barmherzigen Brüder in Regensburg bezeichnet werden. Bei diesem Großprojekt war klar, dass die Stadt Regensburg nicht in der Lage war, die Finanzierung zu leisten, sondern nur Grund und Boden zur Verfügung stellen konnte. Die Bayerische Volkspartei als stärkste Fraktion im Stadtrat, Oberbürgermeister Otto Hipp und Bürgermeister Hans Herrmann setzten das Vorhaben gegen die Stimmen der Sozialdemokraten und Liberalen, die ein Krankenhaus in konfessioneller Trägerschaft ablehnten, durch. Bedenkenträgern antwortete Kugler: „Ich habe die Sache mit meinem Herrgott ausgemacht. Es wird nichts fehlen!“
Während des Zweiten Weltkrieges war das neu gebaute Krankenhaus sehr gefährdet, weil es in unmittelbarer Nähe zu den Messerschmittwerken lag. Trotz der Bombardierung der Fabrik am 17. August 1943 blieb das Krankenhaus von Bombentreffern verschont. Es ist heute mit einem breitgefächerten Leistungsspektrum und als Lehrkrankenhaus der Universität Regensburg weit über die Grenzen Regensburgs hinaus bekannt. 
Fr. Eustachius Kugler starb am 10. Juni 1946 im Krankenhaus der Barmherzigen Brüder in Regensburg. Sein Grab in der Kapelle des Krankenhauses der Barmherzigen Brüder in Regensburg zieht viele Betende an.

## Ehrungen
Nach Eustachius Kugler sind in vielen bayerischen Orten Straßen sowie eine Kapelle in Neuhaus, eine Behindertenwerkstatt in Straubing und ein Pflegeheim der Caritas in Roding benannt.

## Seligsprechung
Am 19. Dezember 2005 wurde Frater Eustachius durch Papst Benedikt XVI. der heroische Tugendgrad zuerkannt. Er trägt seitdem den Titel ehrwürdiger Diener Gottes. Am 17. Januar 2009 bestätigte Benedikt XVI. per Dekret ein Wunder, das auf die Fürsprache Eustachius Kuglers hin geschehen sein soll. Am 4. Oktober 2009 wurde er im Dom zu Regensburg seliggesprochen. Der Vertreter des Papstes bei der Feierlichkeit war der Präfekt der Kongregation für die Selig- und Heiligsprechungen, Erzbischof Angelo Amato. Es war die erste Seligsprechung in Bayern, nachdem Benedikt XVI. 2005 entschieden hatte, dass Seligsprechungsfeiern in den Heimatdiözesen der neuen Seligen stattfinden sollen.